# Wikiwand
Wikiwand (в переводе с англ. — «вики + волшебная палочка») — веб-интерфейс, разработанный для просмотра статей Википедии. Доступен в качестве расширения для некоторых браузеров или в качестве мобильного приложения, а также — на сайте.

## История
Wikiwand (первоначально WikiWand) был основан в 2013 году, официально запущен в августе 2014 года. Интерфейс включает в себя боковое меню, панель навигации, ссылки на другие языки и возможность совершить предпросмотр связанных статей. Содержание статьи постоянно отображается слева.
По словам Гроссмана, одного из создателей сайта, «очень странно, что пятый по популярности веб-сайт в мире, которым пользуются полмиллиарда человек, имеет интерфейс, который не обновлялся более десяти лет». Он считает, что интерфейс Википедии загроможден, труден для чтения, неудобен для навигации.

## Доступность
Wikiwand доступен в Chrome, в Safari и в Firefox, а также на сайте wikiwand.com. В марте 2015 года Wikiwand выпустила приложение для iOS (для устройств iPhone и iPad). Приложение для Android находится в стадии разработки.

## Способы заработка, используемые Wikiwand
В 2014 году Wikiwand удалось собрать 600 000 долларов. Средства привлекались в целях поддержки развития интерфейса. В Wikiwand заявили, что готовы увеличить заработок с помощью рекламы и пожертвовать 30 % своей прибыли в Фонд Викимедиа.